# 派屈克·普拉廷斯
派屈克·普拉廷斯（德語：Patrick Platins；1983年4月19日—）是一位德國足球運動員，在場上的位置是守門員。他現在效力於德國足球甲級聯賽球隊達姆施塔特足球俱樂部。